# Marius Hurter
Marius Hofmeyr Hurter (Potchefstroom, 8 ottobre 1970) è un ex rugbista a 15 e allenatore di rugby a 15 sudafricano, pilone, campione del mondo 1995 con gli Springbok.

## Biografia
Cresciuto nel Northern Transvaal, militò in Currie Cup nel Western Province, club dal quale fu convocato per fare parte della selezione nazionale sudafricana alla Coppa del Mondo di rugby 1995, cui partecipò da esordiente assoluto: il suo primo test match fu infatti contro la Romania a Città del Capo nella fase a gironi del torneo; il suo secondo e ultimo incontro della manifestazione, che vide il Sudafrica laurearsi campione del mondo, fu contro il Canada.
Fino al 1997 disputò 13 incontri, tutti da titolare.
Nel 1998 si trasferì in Europa nel campionato inglese presso il Newcastle, inizialmente con un contratto triennale poi prolungato; furono sette in totale le stagioni a Newcastle, con la vittoria in due Coppe Anglo-Gallesi; a fine 2004 Hurter chiese di essere liberato dal contratto per poter tornare in Sudafrica e riprendere gli studi in giurisprudenza, oltre che per poter giocare nei Cats, franchigia del Transvaal oggi nota come Lions.
Dopo il ritiro avvenuto nel 2006, è divenuto allenatore delle giovanili dei Lions e cura anche l'allenamento della mischia della prima squadra.

## Palmarès
- Coppe del mondo: 1
Sudafrica: 1995
- Coppe Anglo-Gallesi: 2
Newcastle Falcons: 2000-01, 2003-04